# BLS货运
BLS货运股份公司（德語：BLS Cargo AG）是BLS股份公司负责货运的子公司，总部设于瑞士伯尔尼。它于2001年4月3日投入运营，由当时的BLS勒奇山铁路、德国的雷力昂（现德铁信可铁路）及意大利的货运代理安布罗焦（Ambrogio）共同出资成立。
BLS货运在瑞士境内的主要竞争对手为运营于瑞士南北中轴线的瑞士联邦铁路货运，后者的运营范围包括从莱茵河畔魏尔至多莫多索拉、或者基亚索及卢伊诺之间。其重载货运列车主要依靠多机重联的新造BLS Re485型电力机车牵引，部分也使用BLS Re4/4型电力机车。
BLS股份公司现持有BLS货运52.7%的股权，德铁信可铁路的持股比例为45%，其余的2.3%则由安布罗焦持有.。